# Вернерсберг (Баден-Витенберг)
Вернерсберг (њем. Wörnersberg) општина је у њемачкој савезној држави Баден-Виртемберг. Једно је од 16 општинских средишта округа Фројденштат. Према процјени из 2010. у општини је живјело 250 становника. Посједује регионалну шифру (AGS) 8237072.

## Географски и демографски подаци
Вернерсберг се налази у савезној држави Баден-Виртемберг у округу Фројденштат. Општина се налази на надморској висини од 618 метара. Површина општине износи 3,5 km². У самом мјесту је, према процјени из 2010. године, живјело 250 становника. Просјечна густина становништва износи 72 становника/km².